# Chiesa di San Giorgio Martire (Quinto di Treviso)
La chiesa di San Giorgio Martire è la parrocchiale di Quinto di Treviso, in provincia e diocesi di Treviso; fa parte del vicariato di Paese.

## Storia
La prima citazione dell'originaria cappella di Quinto, che svolgeva le funzioni di comparrocchiale della pieve di San Cassiano, risale al 1314: questa chiesetta fu oggetto di un intervento di rifacimento nel Settecento.
Nel 1925 venne posta la prima pietra della nuova parrocchiale; l'edificio, disegnato da Antonio Beni, fu consacrato nel 1937, mentre il campanile venne eretto nel 1958, in sostituzione della precedente torre situata nel sagrato.

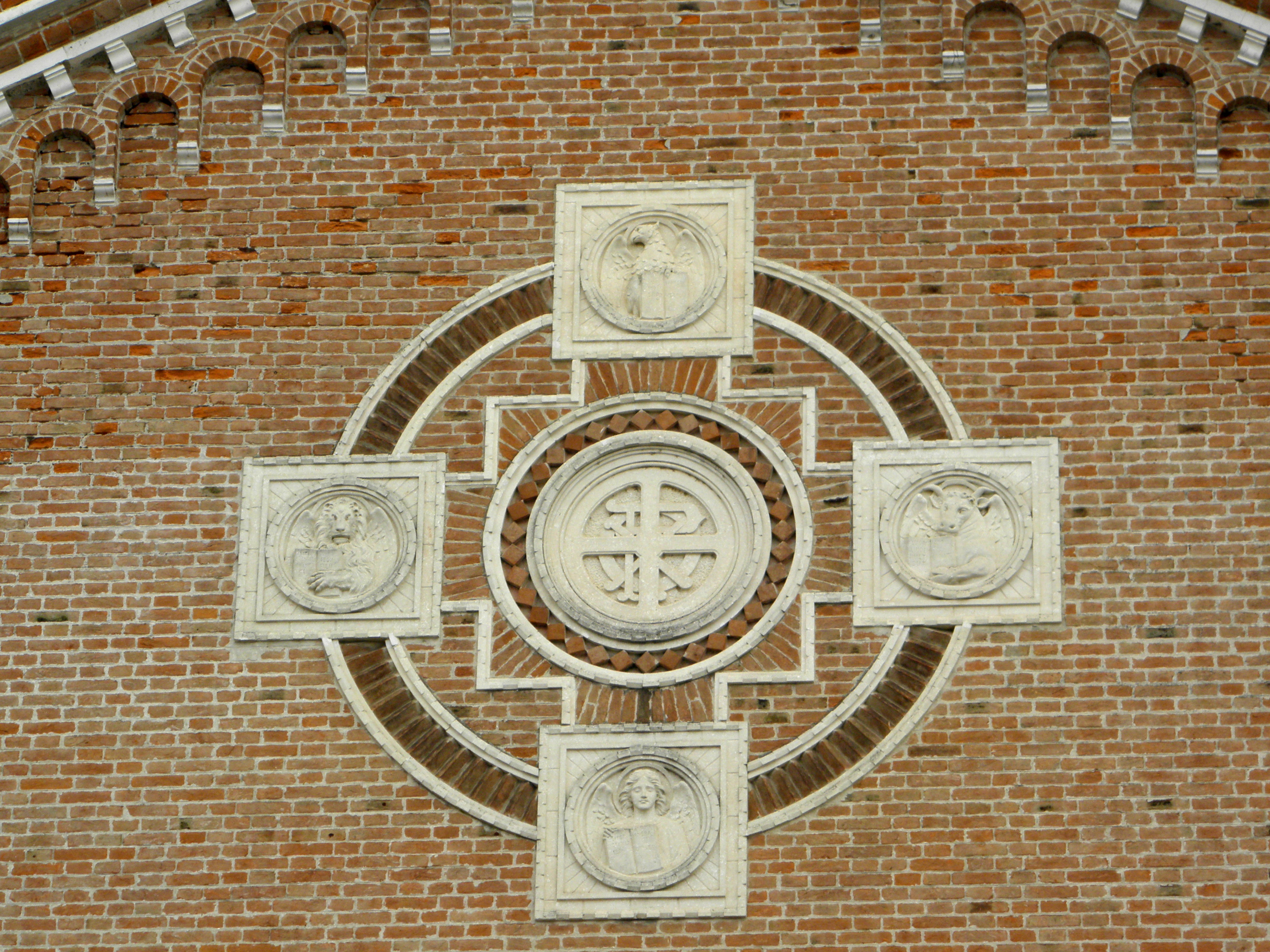
Particolare della facciata

## Descrizione

### Esterno
La facciata a salienti della chiesa, che guarda a ponente, si compone di tre corpi: quello centrale, scandito da due lesene decorate da fasce di diversa tonalità, presenta il portale d'ingresso, protetto dal protiro a sesto acuto sorretto da due colonne, una fila di archi e una croce contenente i simboli dei Quattro Evangelisti, mentre le due ali laterali sono caratterizzate da due rosoni oppilati.
Vicino alla parrocchiale si erge il campanile, costruito nel 1958; la cella presenta una trifora per lato ed è coperta dal tetto a quattro falde.

### Interno
L'interno dell'edificio, la cui pianta è a croce latina, è suddiviso da pilastri sorreggenti archi ogivali in tre navate; al termine dell'aula si sviluppa il presbiterio rialzato, dal quale si accede ai deambulatori voltati a crociera, e chiuso dall'abside poligonale.
Qui sono conservate diverse opere di pregio, tra le quali i due affreschi quattrocenteschi di santa Lucia e santa Barbara, il trittico raffigurante la Madonna con bambino attorniata da angeli con le Sante Caterina d'Alessandria e Lucia, dipinto da Lodovico Pozzoserrato, la pala con soggetto il Crocifisso con i Santi Valentino, Francesco e Carlo Borromeo, il politico ritraente i Santi Sebastiano, Antonio Abate, Rocco, Cassiano Vescovo e Giorgio, e l'altare maggiore, il cui paliotto presenta dei medaglioni quadrilobati abbelliti dai bassorilievi con i simboli dell'Ultima Cena.